# Wiktor Wołczyński
Wiktor Wołczyński (zm. 17 lipca 1905) – polski artysta fotograf, publicysta, teoretyk fotografii. Autor książek i artykułów o fotografii. Członek rzeczywisty i członek Zarządu Lwowskiego Towarzystwa Fotograficznego.

## Życiorys
Wiktor Wołczyński ukończył gimnazjum w Krakowie. Po ukończeniu praktyki w zakładzie fotograficznym cenionego krakowskiego fotografa Józefa Sebalda – osiedlił się we Lwowie. Związany z lwowskim środowiskiem fotograficznym podjął pracę w zakładzie fotograficznym Marii Kalapus, w czasie późniejszym był retuszerem w zakładzie fotograficznym Edwarda Trzemeskiego. Wiktor Wołczyński był aktywnym publicystą, autorem książek o tematyce fotograficznej, autorem artykułów związanych z fotografią – o treści artystycznej, biograficznej i historycznej.
Uczestniczył w pracach Klubu Miłośników Sztuki Fotograficznej we Lwowie. W 1903 roku został członkiem rzeczywistym nowo powstałego (na bazie KMSFwL) Lwowskiego Towarzystwa fotograficznego, w którym pełnił funkcję członka Zarządu LTF. Aktywnie uczestniczył w pracach LTF, był między innymi członkiem jury w I Dorocznej Ogólnopolskiej Wystawie Fotografii Artystycznej, organizowanej przez Lwowskie Towarzystwo Fotograficzne.
W latach 1903–1905 był wydawcą oraz redaktorem prowadzącym Wiadomości Fotograficznych – dwutygodnika o tematyce fotograficznej i tematyce związanej z fotografią, agendy Lwowskiego Towarzystwa Fotograficznego. Po jego śmierci 17 lipca 1905 roku – czasopismem kierował Józef Świtkowski, do czasu zamknięcia dwutygodnika, z końcem 1905 roku.

## Publikacje (książki)
- Brewiarzyk fotograficzny – wydawca: Księgarnia H. Altenberga (1902);
- Kalendarz Fotograficzny Warszawski na Rok Zwyczajny 1905;

Źródło.